# Geschiedenis van de oudheid
Geschiedenis van de oudheid of ook wel oude geschiedenis is de tak van de geschiedeniswetenschap die zich bezighoudt met de oudheid. Degenen die dit vakgebied bestuderen worden "oudhistorici" genoemd. De oudhistoricus, die vanuit zijn functie moet samenwerken met archeologen, antropologen en specialisten in oude talen (Oudgrieks, Latijn, Hebreeuws, Egyptisch, Akkadisch etc.), gebruikt bij zijn onderzoek niet dezelfde hulpwetenschappen als de historicus die de moderne geschiedenis bestudeert.

## Ontwikkeling
De oude geschiedenis is als vakgebied ontstaan in de renaissance en bestond aanvankelijk uit het navertellen van de oude bronnen. Dit werd bekritiseerd door de zogeheten historisch pyrronisten, waarna het informatiebestand werd verbreed met de resultaten van het antiquarisme (d.w.z. de bestudering van de antieke materiële cultuur). Met inscripties en munten kon het relaas uit de bronnen worden ondersteund.
Het zoeken naar relevante vragen werd geïntroduceerd vanuit de verlichtingsfilosofie; het vak werd een academische discipline tijdens de Pruisische onderwijshervormingen in de Napoleontische tijd. Hierbij ontstond ook de splitsing tussen de "klassieke" oudheid (Griekenland en Rome) en "het oosten" (Joden, Babyloniërs, Egyptenaren...). Deze scheiding is nooit voldoende ongedaan gemaakt: nog altijd werken oud-historici meer samen met classici dan met de specialisten in andere oude talen.

## Verwante vakgebieden/deelgebieden
- archeologie
- egyptologie
- assyriologie

## Hulpwetenschappen
- epigrafie (de bestudering van antieke inscripties)
- filologie (de uitleg van antieke teksten; ook wel aangeduid als literatuurwetenschap)
- geschiedtheorie (de regels van de historische bewijsvoering)
- historiografie (de geschiedenis van de geschiedvorsing; ook het herkennen van de sterke en zwakke punten van de antieke auteurs)
- numismatiek (de bestudering van antieke munten)
- papyrologie (de bestudering van teksten, geschreven op papyrus)
- tekstkritiek (vaststellen van de precieze tekst van de antieke bronnen, die alleen zijn overgeleverd in middeleeuwse handschriften)